# فینال جام برندگان جام آسیا ۱۹۹۷
فینال جام برندگان جام آسیا ۹۷–۱۹۹۶ مسابقه فینال هفتمین دوره جام برندگان جام آسیا بود که در سال ۱۹۹۶ برگزار شد و تیم الهلال به مقام قهرمانی دست یافت.

## مسابقه
| الهلال                                                  | ۳–۱ | ناگویا گرامپوس    |
| ------------------------------------------------------- | --- | ----------------- |
| سامی الجابر ۱۶' · یوسف الثنیان ۷۵' · صلاح‌الدین بصیر ۸۲' |     | تتسو ناکانیشی ۲۷' |